# Hoogkerk
Hoogkerk est une ville de la commune néerlandaise de Groningue, située dans la province de Groningue.

## Géographie
La ville s'étend sur 19,25 km2 à l'ouest de Groningue avec laquelle elle forme une seule agglomération.

## Histoire
Hoogkerk était une commune indépendante avant le 1er janvier 1969, date de son rattachement à la commune de Groningue.

## Personnalité
- Sharon Dijksma (née en 1971), femme politique.